# Дуань-Яоский автономный уезд
Дуа́нь-Я́оский автономный уезд (кит. упр. 都安瑶族自治县, пиньинь Dū'ān Yáozú zìzhìxiàn) — автономный уезд городского округа Хэчи Гуанси-Чжуанского автономного района (КНР).

## История
В имперское время эти населённые национальными меньшинствами места администрировались традиционными структурами. После Синьхайской революции в 1915 году был создан уезд Дуань (都安县).
После вхождения этих мест в состав КНР в конце 1949 года был образован Специальный район Умин (武鸣专区), и уезд вошёл в его состав. Уже в 1950 году Специальный район Умин был расформирован, и уезд перешёл в состав Специального района Наньнин (南宁专区). В 1951 году Специальный район Наньнин также был расформирован, и уезд перешёл в состав Специального района Наньнин (宜山专区).
В декабре 1952 года в провинции Гуанси был создан Гуйси-Чжуанский автономный район (桂西壮族自治区), и Специальный район Ишань вошёл в его состав. В 1953 году уезд Дуань был выведен из состава Специального района Ишань и подчинён напрямую властям Гуйси-Чжуанского автономного района. В 1955 году уезд Дуань был преобразован в Дуань-Яоский автономный уезд. В 1956 году Гуйси-Чжуанский автономный район был переименован в Гуйси-Чжуанский автономный округ (桂西僮族自治州). 
В 1958 году автономный округ был упразднён, а вся провинция Гуанси была преобразована в Гуанси-Чжуанский автономный район; Дуань-Яоский автономный уезд вошёл в состав Специального района Юннин (邕宁专区) Гуанси-Чжуанского автономного района. Затем был упразднён и Специальный район Юннин, и автономный уезд перешёл в состав воссозданного Специального района Наньнин.
В 1965 году был образован Специальный район Хэчи (河池专区), и автономный уезд перешёл в его состав.
В сентябре 1971 года Специальный район Хэчи был переименован в Округ Хэчи (河池地区).
В 1987 году часть земель автономного уезда была передана в состав нового Дахуа-Яоского автономного уезда.
Постановлением Госсовета КНР от 18 июня 2002 года Округ Хэчи был преобразован в городской округ Хэчи.

## Административное деление
Автономный уезд делится на 6 посёлков и 13 волостей.